# Vi begå nu den hugnelig tid
Vi begå nu den hugnelig tid (latin: Beata nobis gaudia) är en svensk pingstpsalm av Laurentius Jonae Gestritius.

## Publicerad i
- Den svenska psalmboken 1694 som nummer 207 under rubriken "Pingesdaga Högtid. Om then Helga Anda".
- Den svenska psalmboken 1695 som nummer 178 under rubriken "Pingesdaga Högtijd - Om then Helga Anda".[1]